# Chanel
Chanel este o celebră casă de modă din Franța, purtând numele unei mari creatoare a secolului al XX-lea: Coco Chanel.
Numele Chanel reprezintă un reper pentru tot ceea ce înseamnă creație vestimentară, iar moda din ziua de astăzi continuă să fie puternic influențată de creațiile acestei adevărate artiste. Astfel, prin intermediul viziunii sale unice, Coco Chanel a creat un imperiu pornind de la pasiunea sa pentru frumos. 
Coco Chanel a reușit să realizeze haine practice, mica rochie neagră, jachetele care poartă și astăzi amprenta sa sau jerseul din lână, confortabil și ușor de purtat, chiar dacă era considerat inițial prea simplu pentru a se potrivi unei vestimentații elegante. 
Chanel a lansat și numeroase accesorii ce completau creațiile sale: șiraguri de perle, lănțișoare din aur, poșete având curele din lanțuri de aur și multe altele, care au uimit, adesea șocat, dar au fost foarte apreciate.  
Celebra creatoare s-a născut pe 19 august 1883 la Saumur, Franța, numele ei adevărat fiind Gabrielle Bonheur Chanel. Chiar dacă încă din copilărie era pasionată de frumos, nimeni nu și-ar fi putut imagina că peste ani avea să ofere întregii lumi câteva creații de neuitat, precum rochia neagră care îi poartă și astăzi numele, celebrul parfum Chanel No 5 și mai ales schimbarea pentru totdeauna a garderobei feminine a secolului XX. 
Coco - un pseudonim pe care l-a adoptat mai târziu și pe care l-a transformat într-o marcă - a crescut într-un orfelinat, unde a luat și lecții de cusut. În 1910 își deschisese deja o mică prăvălie, unde vindea pălării create de ea, iar succesul a fost rapid. Peste zece ani pusese bazele unui veritabil imperiu al modei, care includea un atelier de croitorie, o fabrică de textile și mai ales o gamă de parfumuri, dintre care și celebrul Chanel No 5.
Prin stilul îndrăzneț și modelele inedite, Coco Chanel a reușit să schimbe moda feminină, marcând trecerea de la hainele rigide și ample la modele inspirate de modă masculină - materiale ușoare, modele comode și practice, păstrând nota de eleganță aparte. 
A fost primul stilist care a impus negru în modă, iar rochia sa neagră a devenit în scurt timp nu doar foarte căutată, dar și caracteristică pentru stilul Chanel, păstrându-și mult timp poziția de lider în topul preferințelor.
În perioada celui de al Doilea Război Mondial, popularitatea sa a scăzut dramatic, în mare parte datorită unei legături pe care a avut-o cu un ofițer nazist. După încheierea ostilităților opinia publică franceză îi era defavorabilă, așa că a fost nevoită să plece în Elveția, într-un exil auto-impus care va dura mai bine de un deceniu. 
Revine spectaculos în țara sa și mai ales pe scena modei în 1954, iar modelele Chanel devin foarte populare în Occident și în special în SUA. După moartea celebrei creatoare, pe 10 ianuarie 1971, viitorul companiei era sub semnul întrebării. Designerii Gaston Berthelot și Ramon Esparza, care fuseseră în ultimii ani alături de Coco, au preluat conducerea, fiind urmați de Yvonne Dudel și Jean Cazaboun, care au realizat modelele companiei între 1975 - 1983. Din acest an, vechiul prieten al lui Chanel, Karl Lagerfeld a decis să preia controlul și să redea strălucirea celebrei firme, reușind să ofere noi și noi modele, din materiale diverse, perfect adaptate stilului eclectic al anilor '80. 
La jumătatea anilor '90, Compania Chanel a făcut o achiziție suprinzătoare, cumpărând firma Eres, specializată în creația de costume de plajă, dar se pare că a fost doar o investiție financiară, designerii de la Chanel alegând să nu se implice în producțiile Eres. 
În prezent compania este controlată de familia Wertheimer. Detaliile financiare nu sunt cunoscute de public, compania păstrând o legendară discreție, cifrele de vânzări părând să fie în creștere.
Compania are peste 100 de magazine în întreaga lume, 35 dintre ele fiind în Japonia, unde marca Chanel se bucură astăzi de un deosebit succes.